# Comuna Coronini, Caraș-Severin
Coronini, alternativ Pescari, (în germană Coronini, în maghiară Lászlóvára) este o comună în județul Caraș-Severin, Banat, România, formată din satele Coronini (reședința) și Sfânta Elena.

## Nume
Așezarea este atestată în timpul Pașalâcului de Timișoara sub numele Alibeg. Numele actual al comunei provine de la cel al contelui Johann Baptist Coronini-Cronberg, președintele administrației imperiale a voivodatului Serbiei și a Banatului Timișan între 1849-1859.

## Istoric
Fortificația medievală (Cetatea Ladislau) a fost ridicată de împăratul Sigismund de Luxemburg și pusă sub patronajul sfântului Ladislau. Ulterior a fost încredințată cavalerilor teutoni. În anul 1433 comandantul cetății era Eberhard Sasul (Eberhard Sax). Cetatea a fost distrusă după 1526. Ruinele pot fi văzute din Moldova Veche.
Cetatea Ladislau este monument istoric clasificat sub CS-I-m-A-10815.01.

## Demografie
Componența etnică a comunei Coronini
     Români (75,76%)
     Cehi (14,53%)
     Alte etnii (0,33%)
     Necunoscută (9,38%)
Componența confesională a comunei Coronini
     Ortodocși (56,54%)
     Baptiști (21,6%)
     Romano-catolici (11,89%)
     Alte religii (0,33%)
     Necunoscută (9,64%)
Conform recensământului efectuat în 2021, populația comunei Coronini se ridică la 1.514 locuitori, în scădere față de recensământul anterior din 2011, când fuseseră înregistrați 1.748 de locuitori. Majoritatea locuitorilor sunt români (75,76%), cu o minoritate de cehi (14,53%), iar pentru 9,38% nu se cunoaște apartenența etnică. Din punct de vedere confesional, majoritatea locuitorilor sunt ortodocși (56,54%), cu minorități de baptiști (21,6%) și romano-catolici (11,89%), iar pentru 9,64% nu se cunoaște apartenența confesională.

## Politică și administrație
Comuna Coronini este administrată de un primar și un consiliu local compus din 11 consilieri. Primarul, Ilie Boboescu[*], de la Partidul Social Democrat, este în funcție din 2012. Începând cu alegerile locale din 2024, consiliul local are următoarea componență pe partide politice:
|  | Partid                      | Consilieri | Componența Consiliului | Componența Consiliului | Componența Consiliului | Componența Consiliului | Componența Consiliului |
|  | --------------------------- | ---------- | ---------------------- | ---------------------- | ---------------------- | ---------------------- | ---------------------- |
|  | Partidul Social Democrat    | 5          |                        |                        |                        |                        |                        |
|  | Forumul Cehilor din România | 3          |                        |                        |                        |                        |                        |
|  | Partidul Național Liberal   | 2          |                        |                        |                        |                        |                        |
|  | Forța Dreptei               | 1          |                        |                        |                        |                        |                        |